# Kłącko
Kłącko (niem. Klanzig) – osada w północno-zachodniej Polsce, położona w województwie zachodniopomorskim, w powiecie świdwińskim, w gminie Brzeżno. Ok. 0,8 km na zachód od osady znajduje się Jezioro Klęckie.
W osadzie znajduje się przeciwpożarowa wieża obserwacyjna Nadleśnictwa Świdwin, udostępniona do zwiedzania dla grup zorganizowanych w okresie od maja do września. Taras widokowy, do którego prowadzi 165 stopni z 5 podestami spoczynkowymi, znajduje się na wysokości 39,2 m.